# Limonaire Frères

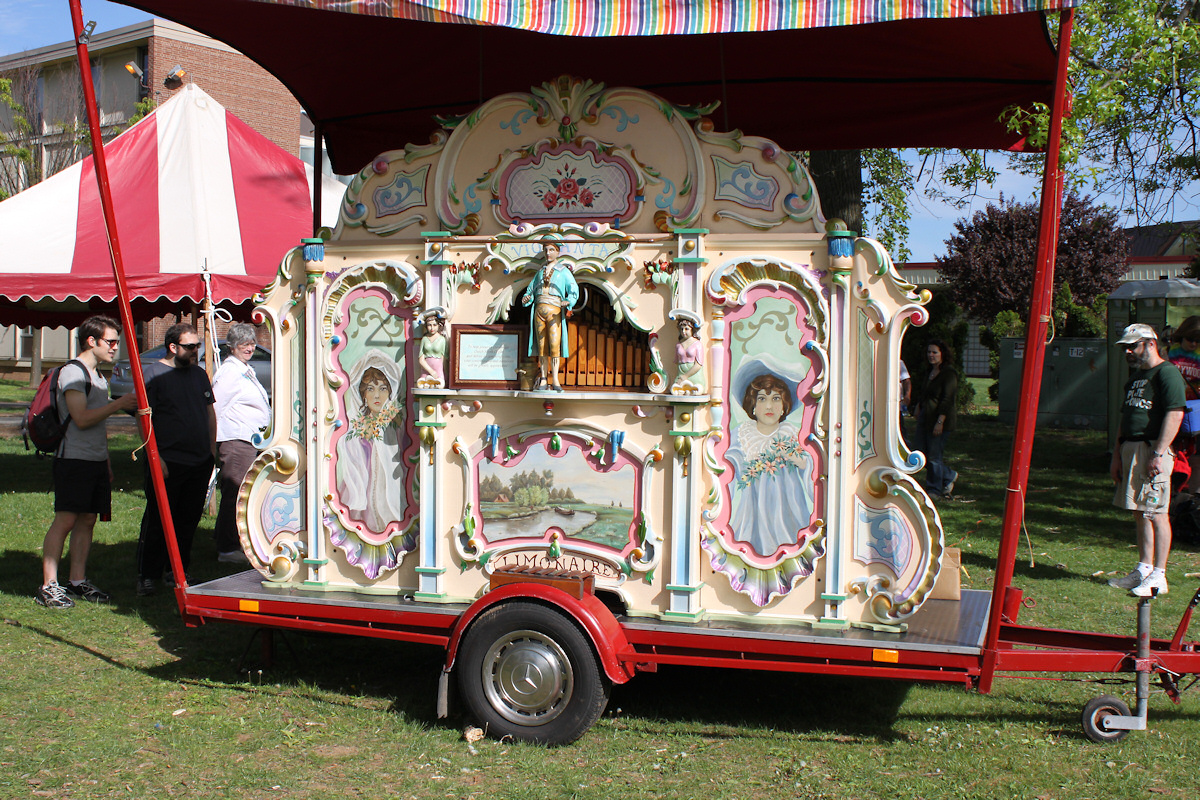
Limonaire Draaiorgel De Violanta tijdens het New Jersey Folk Festival in New Brunswick, New Jersey

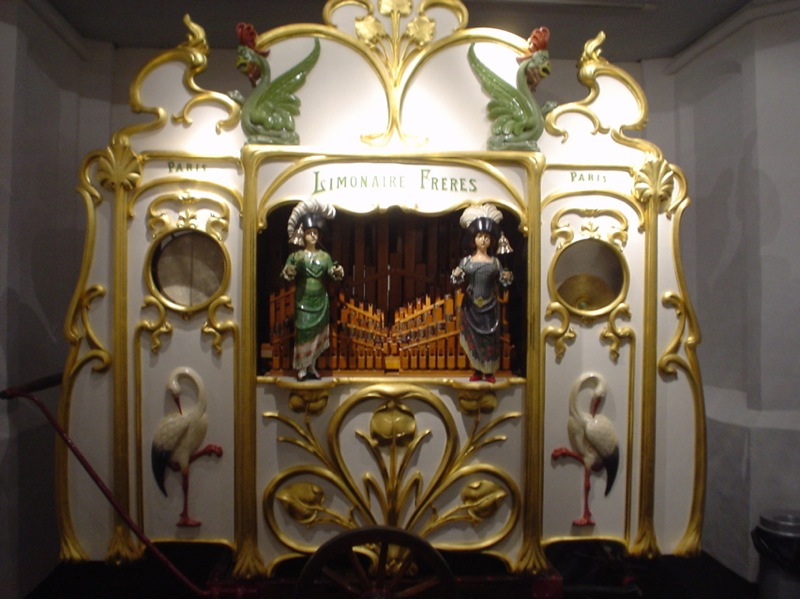
De Gouden Limonaire in het Museum Speelklok te Utrecht

De familie Limonaire was een Franse orgelbouwersfamilie. Het bedrijf heeft onder de naam Limonaire Frères bestaan vanaf de 19e eeuw tot vermoedelijk omstreeks 1930.

## Geschiedenis
De familie Limonaire kwam oorspronkelijk uit het Baskenland. Antoine Limonaire begon in de 19e eeuw in Parijs met het vervaardigen en repareren van piano’s. Zijn zonen, de gebroeders Camille en Eugène Limonaire, waren daarna actief onder de naam Limonaire Frères. Het bedrijf maakte voornamelijk kermisattracties, onder meer fietsmolens, waarbij de inzittenden zelf de molen in beweging brachten. Nadat zij de orgelbouwer Anciaume in dienst hadden genomen begon het bedrijf rond 1900 met het bouwen van orgels voor danszalen en kermissen. Het meest verkochte model was het type met 35 toetsen.
Rond 1912 nam Limonaire de firma Gavioli over, die toen in grote financiële moeilijkheden verkeerde. Hierdoor kwam ook het Gavioli-filiaal in Waldkirch in handen van de firma tot de verkoop in 1918. De productie van orgels in Parijs is vermoedelijk rond 1930 gestopt.

## Nederland
In Nederland zijn de modellen met 48, 52 en 56 toetsen het meest bekend. Voor de Eerste Wereldoorlog werden honderden orgels van dit type orgels in Nederland geïmporteerd. Ze waren bij de luisteraars bekend om hun lieflijke klank en het register Vox Humana (menschelyke stem), die op straat beter uitkwam dan de Gavioli- en Gasparini-orgels, die beter voor de kermis geschikt waren. Toch hebben ook vele van deze "Orchestrophones" in kermisattracties dienstgedaan.
Vanwege het harde orgelgeluid werden vrijwel alle Limonaire-orgels in Nederland in de periode jaren 20 en ‘30 verbouwd. Vooral Carl Frei (die toentertijd zijn bedrijf in Breda had) verrichtte vele van deze verbouwingen, waarbij de meeste soloregisters uit de orgels werden verwijderd. Zij werden vervangen door het zo kenmerkende bourdon céleste-register. Er zijn maar enkele orgels die de oude registers behouden hebben.
François Bédos de Celles · Joseph Binvignat · Aristide Cavaillé-Coll · Anselmo Gavioli · Langhedul · Limonaire Frères · Charles Marenghi · Charles Mutin